# Gieorgij Tanutrow
Gieorgij Ferdinandowicz Tanutrow, ros. Георгий Фердинандович Танутров (ur. 2 stycznia 1888 w Kisłowodzku, zm. 12 maja 1970 w Paryżu) – rosyjski wojskowy (porucznik), działacz emigracyjny, pisarz i publicysta.
Ukończył korpus kadetów w Tyflisie, a następnie nikołajewską szkołę kawaleryjską. Brał udział w I wojnie światowej. Służył w Twerskim Pułku Dragonów. Doszedł do stopnia porucznika. W 1918 roku wstąpił do wojsk Białych generała Antona Denikina. Służył w Kabardyńskim Pułku Konnym. W połowie listopada 1920 roku wraz z wojskami Białych został ewakuowany z Krymu do Gallipoli. Na emigracji zamieszkał w Królestwie Serbów, Chorwatów i Słoweńców. W 1925 roku przybył do Warszawy. W 1926 roku wyjechał do Francji. Żył w Paryżu. Działał w ruchu monarchistów-legitymistów. Był członkiem Stowarzyszenia Byłych Absolwentów Nikołajewskiej Szkoły Kawaleryjskiej. W 1935 roku została opublikowana jego książka dotycząca historii i losów absolwentów nikołajewskiej szkoły kawaleryjskiej. Pod koniec lat 30. działał w Stowarzyszeniu Sympatyków Rosyjskiej Przeszłości Wojskowej. Po zakończeniu wojny występował z wykładami i odczytami na tematy historyczno-wojskowe. Od połowy lat 50. pisał artykuły do pisma „Wozrożdienije”. Pośmiertnie opublikowano w 1976 roku jego książkę pt. Ot Tiflisa do Pariża (swiet i tieni żyzniennogo puti).